# Теорема Банаха-Алаоглу
Теорема Банаха-Алаоглу је важно тврђење у функционалној анализи, области математике. Теорема тврди да је затворена јединична лопта у дуалном простору нормираног векторског простора компактна у слабој* топологији. У уобичајеном доказу, јединична лопта у слабој* топологији се препознаје као затворен подскуп производа компактних скупова са топологијом производа. Према теореми Тихонова, производ је компактан, а стога и јединична лопта.
Стефан Банах је 1932. објавио доказ ове теореме за сепарабилне нормиране векторске просторе; први доказ у општем случају објавио је 1940. турски математичар Леонидас Алаоглу.
Теорему Банаха-Алаоуглу су на произвољне тополошке векторске просторе уопштили Бурбаки. Ово уопштење (које се понекад назива и теоремом Бурбаки-Алаоглу) гласи
Нека је X тополошки векторски простор и X* његов (непрекидни) дуални простор. Тада је полара Uo ма које околине U у X компактна у слабој* топологији σ(X*,X) на X*.
Према дефиницији поларе,
{\displaystyle U^{\circ }=\{\ell \in X^{\star }:|\ell x|\leq 1\,(\forall x\in U)\}}.
Како је свака околина у X гутајућа (према непрекидности множења скаларима), за свако x ∈ X можемо наћи позитивно γ(x) тако да је {\displaystyle x\in \gamma (x)U}. Посебно је {\displaystyle |\ell x|\leq \gamma (x)} за све {\displaystyle x\in X}, {\displaystyle \ell \in U^{\circ }}. Посматрајмо простор
{\displaystyle P=\prod _{x\in X}\{\alpha \in {\mathbb {C} }:|\alpha |\leq \gamma (x)\}=\{f:X\to {\mathbb {C} }:|f(x)|\leq \gamma (x)\,(\forall x\in X)\}}
са топологијом производа σ. Према теореми Тихонова, (P,σ) је компактан простор.
Слаба* топологија и топологија наслеђена од σ се поклапају на Uo. Преостаје да се докаже да је Uo ⊂ P ∩ X* затворен подскуп у топологији σ.
Нека је f функција у затворењу скупа Uo, и узмимо произвољне x, y ∈ X, скаларе a и b и ε > 0. Како је скуп
{\displaystyle P_{f,\epsilon }::=\{p\in P:|p(ax+by)-f(ax+by)|<\epsilon ,\,|p(x)-f(x)|<\epsilon ,\,|p(y)-f(y)|<\epsilon \}}
отворен у P по дефиницији топологије производа, можемо изабрати неко {\displaystyle \ell \in U^{\circ }\cap P_{f,\epsilon }}. Стога је према неједнакости троугла
{\displaystyle |f(ax+by)-af(x)-bf(y)|\leq |\ell (ax+by)-a\ell (x)-b\ell (y)|+|\ell (ax+by)-f(ax+by)|\,}
                                                                                                 {\displaystyle +|a||\ell (x)-f(x)|+|b||\ell (y)-f(y)|<(1+|a|+|b|)\epsilon \,}.
Како је ε > 0 произвољно, следи да је f линеарно пресликавање. Слично се доказује и да је f непрекидно: ако је наиме y − x ∈ εU, тада је
{\displaystyle |f(x)-f(y)|\leq |f(x)-\ell (x)|+|f(y)-\ell (y)|+|\ell (x)-\ell (y)|<3\epsilon .}
Напокон, f ∈ Uo јер је {\displaystyle |f(x)|\leq |\ell (x)|+\epsilon \leq 1+\epsilon } за све x ∈ U, дакле и |f(x)| ≤ 1.